# Mexico International 1973
Die Mexico International 1973 fanden im vom 22. bis zum 25. November 1973 in Mexiko-Stadt statt.

## Finalergebnisse
| Disziplin    | Sieger                                          | Finalist                          | Ergebnis     |
| ------------ | ----------------------------------------------- | --------------------------------- | ------------ |
| Herreneinzel | Sture Johnsson                                  | Roy Díaz González                 | 15-4, 15-4   |
| Dameneinzel  | Carlene Starkey                                 | Lucero de Peniche                 | 11-0, 11-5   |
| Herrendoppel | Channarong Ratanaseangsuang Raphi Kanchanaraphi | Jamie Paulson Yves Paré           | 18-15, 18-15 |
| Damendoppel  | Carlene Starkey Maryanne Breckell               | Carolina Allier Lucero de Peniche | 15-5, 15-9   |
| Mixed        | Flemming Delfs Carlene Starkey                  | Greg Harris Madalene Steinbroner  | 15-12, 15-1  |